# بابی ویور
بابی ویور (انگلیسی: Bobby Weaver؛ زادهٔ ۲۹ دسامبر ۱۹۵۸) کشتی‌گیر اهل ایالات متحده آمریکا است.
وی در بازی‌های المپیک تابستانی ۱۹۷۶ در نیم مگس وزن کشتی آزاد توانست مدال طلا کسب کند.